# اله وردي كندي (تشايبارة)
اله وردي كندي (بالفارسية: اله‌وردی‌کندی) هي قرية تقع في أذربيجان الغربية في إيران. يقدر عدد سكانها بـ 531 نسمة .